# ایگنه
ایگنه (به فرانسوی: Aigné) یک کمون در فرانسه است که در Canton of Le Mans-Nord-Ouest واقع شده‌است.

## خصوصیات
ایگنه ۱۲٫۵۹ کیلومترمربع مساحت و ۱٬۵۲۵ نفر جمعیت دارد.